# Les Trésors de Satan
Les Trésors de Satan je francouzský němý film z roku 1902. Režisérem je Georges Méliès (1861–1938). Film trvá necelé tři minuty. Ve Spojených státech vyšel pod názvem The Treasures of Satan a ve Spojeném království jako The Devil's Money Bags.

## Děj
Satan s dvěma pomocníky vloží pytle peněz do velké truhly, kterou po zamčení opustí. Do místnosti se připlazí blonďatý muž, kterému se podaří truhlu otevřít, ale když uvidí, že z ní samovolně pytle peněz vyskakují, pokusí se truhlu zase zavřít. Z truhly následně vyjde šest žen z podsvětí, které přemění pytle s penězi ve velké kopí, se kterými začnou muže pronásledovat. Ženy nakonec zmizí, aby se po chvíli objevil satan, který muže pomocí magie vsune do truhly, ze které začne vycházet kouř a oheň. Satan na závěr truhlu nechá zmizet, čímž odkryje balíky pěněz, kterým se nic nestalo.